# Milan Nedić
Milan Nedić (cirill írással Милан Недић, fonetikus átírásváltozata Milan Nedics; Grocka, 1877. szeptember 2. – Belgrád, 1946. február 4.) szerb katonatiszt, politikus. 1904-ben indult katonai pályafutása során előbb a szerb, majd a jugoszláv hadsereg tisztje, végül vezérkari főnöke lett (1934–1935), majd 1939–1940 között a jugoszláv hadügyi és tengerészeti minisztériumot irányította. Miután a hitleri Németország 1941 áprilisában megszállta Jugoszláviát, augusztus 29-én Nedićet tette meg a szerbiai országrészt névlegesen irányító kormány vezetőjévé. Nedić 1944. október 10-éig működő bábkormányának tényleges hatalma nem volt, tevékenységét politikailag légüres térben végezte: sem a megszállók, sem a szerb lakosság általános bizalmát nem élvezte, a szerbiai fasisztákkal és csetnikekkel való teljes együttműködéstől elzárkózott, a kommunista partizánok ellen pedig fegyveres harcot folytatott. A második világháború lezárultával háborús bűnösként perbe fogták, de Nedić még a tárgyalás előtt öngyilkosságot követett el (kihallgatása közben kiugrott egy ablakon).

## Élete

### Katonatiszti pályafutása
Nedić a Belgrádhoz közeli Grockában (ma a főváros része) született, s középiskolai tanulmányait 1895-ben fejezte be Kragujevacon, majd 1904-ig a város katonai akadémiáján képezte magát. Ezt követően gyorsan jutott előre a katonai ranglétrán, s már 1905-ben vezérkari szolgálatba került, 1908-tól mint királyi segédtiszt. 1910–1911 között franciaországi katonatiszti továbbképzésen vett részt, majd az 1913–1914-es Balkán-háborúkat a királyi szerb sereg főhadnagyaként harcolta végig. Az első világháború során csapatparancsnokként szolgált a szaloniki fronton (háborús élményeiről az 1930-as években két visszaemlékezés-kötetet is kiadott).
A világháború után – immár mint a szerb–horvát–szlovén, illetve jugoszláv királyi hadsereg tisztje – 1919–1921 között a zágrábi székhelyű 4. hadseregtest vezérkari főnöke volt. 1923-ban hadosztály-parancsnoki kinevezést kapott, 1924–1925-ben a timoki hadosztály parancsnoki tisztét töltötte be. Ezt követően több funkciót is viselt a nemzetvédelmi tanácsban és a legfelsőbb vezérkarban, mígnem 1939. augusztus 26-án Dragiša Cvetković kormányában kinevezték hadügyi és tengerészeti miniszterré (a tárca vezetését öccsétől, Milutin Nedićtől vette át). Alig egy év elteltével, 1940 novemberében a régens Pál herceg lemondatta Nedićet, aki a semlegességére kínosan ügyelő kormány külpolitikai érdekeivel szembemenve többször is amellett tett hitet, hogy Jugoszláviának a hitleri Németország, a tengelyhatalmak oldalán kellene belépnie a második világháborúba.
Nedićet előbb rövid házi őrizet alatt tartották, majd kinevezték a szkopjei székhelyű 3. hadseregtest parancsnokává, s feladata Macedónia, Koszovó és Montenegró katonai védelme volt. Időközben azonban, 1941. március 27-én a britek támogatásával Dušan Simović államcsínyt hajtott végre. Miután Pált megfosztotta régensi címétől és megalakította saját kormányát, hivatalosan is bejelentette, hogy Jugoszlávia megvonja támogatását a tengelyhatalmaktól. A hitleri Németországnak azonban elsőrendű geopolitikai érdeke volt jugoszláviai, és főleg szerbiai pozícióinak megtartása. Nem csupán a dunai folyami hajózás biztosítása, a Bulgáriával, Görögországgal és Észak-Afrikával összeköttetést biztosító vasútvonal ellenőrzése okán, hanem azért is, mert Szerbiában nagy mennyiségben bányászták hadiipari nyersanyagul szolgáló fémérceket. Így hát a német hadsereg, a Wehrmacht április elején megindult Jugoszlávia ellen, és április 6-ával megszállták az egész országot. A német erők főparancsnoka bevezette a rendkívüli állapotot és a statáriális bíráskodást. A korábban egységes országot kettéosztották, és területén kialakították az usztasa horvát államot, valamint a szintén németbarát Szerbiát.
Időközben Nedić hadseregtestét mindhárom gondjára bízott országrészből kiverték. A németek iránta tanúsított jóindulatát mutatta már ekkor is az, hogy bántódás nélkül hazatérhetett, és míg tiszttársai hadifogságba kerültek, Nedićet csupán házi őrizetben tartották július végéig.

### Miniszterelnöki tevékenysége
Az első szerb bábkormányt a korábbi belgrádi rendőrfőnök és belügyminiszter, a németbarát Milan Aćimović vezetésével 1941. május 30-án nevezték ki. A kormány nehéz helyzetbe került, mert a németek utasításait kellett végrehajtania egy az összeomlás szélén álló országban. Szerbiát egyfelől elárasztották az usztasák kormányozta Horvátországból, a Szerbiától elvett Vajdaságból, Koszovóból és Macedóniából az anyaországba menekülő szerbek, másfelől a szélsőségesen nacionalista csetnik osztagok és a kommunista partizánok is szabotázsakciókat és fegyveres támadásokat hajtottak végre az ország egész területén. Szerbia katonai parancsnoka, Heinrich Danckelmann tábornok kezdeményezésére a németek úgy döntöttek, hogy olyan embert kell az adminisztráció élére állítaniuk, akiben a szerb nép nagy része megbízik, ugyanakkor németbarát politikai irányultsága biztosítja a nemzetiszocialista befolyás töretlenségét. Több tárgyalást követően elvetették a lehetőséget, hogy a szerb fasiszta párt, a Zbor vezetője, a túlzott lojalitással vádolható Dimitrije Ljotić legyen az új kormányfő, és választásuk végül a több évtizedes katonai pályafutással rendelkező, kiváló előmenetelű, legfőképpen pedig harcos antikommunista és megbízható németbarát, a szerbek körében valamelyes népszerűségnek örvendő Milan Nedićre esett. 
Nedić a Danckelmann-nal folytatott tárgyalásai során nyolc fontosabb igényt támasztott annak feltételéül, hogy elvállalja a kormány vezetését: a megszálló németek garantálják a valós kormányzati végrehajtói hatalmat, egy felfegyverzett szerb hadsereg felállítását, az internálótáborokban fogva tartott betegek és idősek eleresztését, Szerbia határainak kiterjesztését, a horvátországi szerbellenes diszkriminációk visszafogását, egy politikai tanácsadói testület felállítását, a kommunisták elleni harc támogatását, valamint a szerb nemzeti jelképek hivatalos megtartását. Danckelmann szóban beleegyezését adta a fenti feltételekbe.
1941. augusztus 29-én – az Aćimović-kormány lemondását követően – Nedić minisztereivel együtt felesküdött és megalakította az eufemisztikusan Nemzeti Megmentés Kormányának (Vlada narodnog spasa) nevezett kabinetjét. Kormánya a következő tizenhárom miniszterből állott: Milan Aćimović (belügy), Čedomir Marjanović (igazságügy), Ljubiša Mikić (pénzügy), Mihailo Olćan (nemzetgazdaság), Miloš Radosavljević (mezőgazdaság), Panta Draškić (munkaügy), Ognjen Kuzmanović (építésügy), Đura Dokić (közlekedésügy), Josif Kostić (postaügy), Jovan Mijušković (egészségügy és népjólét), Miloš Trivunac (oktatásügy, akit csakhamar Velibor Jonić váltott a posztján), valamint Momčilo Janković és Dušan Đorđević (tárca nélküli miniszterek). A megszállóknak a Nedić-kormány iránti alacsony bizalmi szintjét jelezte, hogy külügyminiszteri tárcát nem engedélyeztek a kormány részére.
Az újonnan megalakult kormány szeptember 2-án tette közzé programját, amelyben ígéretet tett egy szerb hadsereg felállítására és a kommunista partizánosztagok megsemmisítésére. Azt remélte, ha ebben a tekintetben kormánya sikereket ér el, a hitleri Németország hajlandó lesz terveit támogatni, és segíteni fogja Nedićet Nagy-Szerbia (SveSrbija) létrehozásában. A Draža Mihailović vezette csetnikek és a kommunisták azonban egyesítették erejüket a kormány elleni támadásaikban, és Aćimovićhoz hasonlóan jó darabig Nedić is tehetetlennek bizonyult velük szemben. Mindemellett a – hitleri Németország beleegyezésével – Macedóniát és Koszovó egy részét elfoglaló bolgár hadsereg a déli határszéleket fenyegette. Danckelmann korábbi szóbeli ígéreteiről a helyébe érkező katonai főparancsnokok, Franz Böhme (1941. november–december), Paul Bader (1941. december – 1943. augusztus) és Hans Gustav Felber már mit sem tudott, és nem siettek a szerb kormány segítségére a szükségesnél nagyobb mértékben. Ily módon a Nedić-kabinet sem tudta hathatósan stabilizálni az ország helyzetét, bár a Mihailović-féle csetnikekkel még 1941 végéig sikerült egyezséget kötnie az ellenséges akciók beszüntetéséről, de a partizánmozgalom nyomása egyre erőteljesebb lett.
1942 elejétől a Nedić-kabinet gyakorlatilag a megszálló németek elképzeléseit betű szerint végrehajtó bábkormány lett. A megszálló németek bizalmatlanságát mutatja, hogy még olyan elsőrendű „feladatok” végrehajtásában sem kérték a kormány segítségét, mint például az ország zsidótlanítása. Noha a Nedić-kormányt később sok vád érte ezzel kapcsolatban, valójában az adminisztráció bűne abban állt, hogy tétlenül szemlélte, amint a Gestapo az 1941 áprilisában felállított banjicai koncentrációs táborban 1941 decemberéig közel 4 ezer zsidót gyilkolt meg, hogy az 1941 októberében elkészült sajmištei táborban az elkövetkező években 40 ezer ember lelte halálát. Kisebb saját kezdeményezésű intézkedéseket azért sikerült foganatosítania a kormánynak. Így például megszervezte a közbiztonsági és határőrizeti feladatokat ellátó Szerb Állami Gárdát (Srpska državna straža), amelyben 1943 végére már közel 37 ezer szerb szolgált (jóllehet, ekkor már a Schutzstaffel, az SS közvetlen irányítása alatt). 1943 januárjában a kormány egy tizennégy cikkelyből álló alkotmánytervezetet terjesztett a német főhatóságok elé, de azok érdekeikkel ellentétesnek és időszerűtlennek tartották, ezért elutasították törvényerőre emelését.
Nedićet és kormányát demoralizálta ez az állapot, amely valójában tétlenségre kárhoztatta őket. A kormányfő sűrű időközönként rádiószózatokat intézett „népéhez”, amelyben a belső béke megőrzésére szólította fel a szerbeket, és a szerbek tömegeiben idővel kialakult az a képzet, hogy a tábornok ugyan a németek által rángatott báb, aki tudatosan áldozta fel önmagát és karrierjét, hogy a lehetőségekhez mérten pozíciójából ellensúlyozhassa a háborús veszteségeket. Mások úgy vélték, bűnös mulasztás terheli Nedićet azért, hogy hatalmi ambíciói részleges kielégítéséért cserébe elvtelen paktumot kötött a fasiszta megszállókkal. 1942. március 25-én a helyzetével elégedetlen Nedić-kormány – valamennyi tagja aláírásával – memorandumot intézett a megszálló Németországhoz, amelyben egyebek között a kormány jogköreinek kiszélesítését, régensválasztás lebonyolítását követelték. Miután sem Nedić, sem kormányának tagjai nem voltak hajlandóak visszavonni aláírásukat, a dokumentum a szokásos diplomáciai  csatornákon Berlinbe is eljutott, de a német vezérkar elsüllyesztette. A válaszra hiába váró Nedić-kabinet 1942. szeptember 16-án megismételte követeléseit, ezúttal lemondását is kilátásba helyezve, de a megszállók ezúttal sem méltatták válaszra a memorandumot. Nedić ezt követően kétszer is átszervezte kormányát – 1942 októberében és 1943 novemberében –, hogy legalább a szerb fasiszta párttal, a Dimitrije Ljotić vezette Zborral vagy a Draža Mihailović-féle csetnikekkel szimpatizáló minisztereitől megszabaduljon. Utóbbi alkalommal ő maga vette át a belügyminiszteri tárca vezetését is, de helyzetén ezek a lépések mit sem változtattak.
1943. szeptember 19-én Nedić Berlinben találkozott magával Hitlerrel és külügyminiszterével, Joachim von Ribbentroppal. A tárgyaláson sikertelenül próbálta felvetni egy a Szandzsákot, Montenegrót, Koszovót és Kelet-Boszniát is magában foglaló, a náci Németországgal szövetséges Nagy-Szerbia létrehozásának ötletét. A német vezetés indoklás nélkül elutasította a tervet.
Noha 1944 augusztusában – a háborús helyzet számára mind szorongatóbb megfordulásával – egy nemzeti front reményében Nedić tárgyalt a csetnikekkel, az összefogásból semmi nem lett. Ekkor a partizánok már elsöprő erővel támadták a kormányt, a nacionalista alakulatokat és a megszállókat egyaránt, és szeptemberben az első szövetséges csapatok is szerb földre léptek. A csetnikek csapatait szeptember második felére szétverték, s miután ekkor már a szovjet csapatok is a Bánságban voltak, a németek megkezdték a kivonulást. Október első hetében a Nedić-kormányzatot is evakuálták, és október 6-ától még négy napig Miodrag Damjanović, Nedić hű embere és kabinetfőnöke vitte a kormányzat ügyeit Belgrádban.

### Felelősségre vonása és halála
Nedić kormányának stábját az ausztriai Kitzbüchelben rendezte be, ahol előbb a franciák, majd az amerikaiak tartóztatták le a volt miniszterelnököt. Ez utóbbiak adták át Nedićet a jugoszláv hatóságoknak, hogy tanúként működjön közre szerb háborús bűnösök elleni perekben, a titoista hatóság azonban magát Nedićet is perbe fogta. Még folyt a kihallgatása, amikor 1946. február 4-én a belgrádi börtönkórház ablakából kiesett és meghalt. A hivatalos értesítés szerint öngyilkosságot követett el, de egyes feltételezések szerint a különféle leleplezésektől tartó jugoszláv hatóságok idézték elő tevőlegesen Nedić halálát.